# Lisandro Meza
Lisandro Meza Márquez, né le 26 septembre 1937 à Los Palmitos (Sucre) et mort le 23 décembre 2023 à Sincelejo (Sucre), est un chanteur, compositeur et musicien colombien, connu sous le surnom de El macho de America. Au cours de ses 50 ans de carrière musicale, il enregistre environ 110 albums dans différents rythmes : cumbia, porro, paseo et vallenato. O; fait partie du groupe Los Corraleros de Majagual en 1962, qui était un groupe à succès en Colombie et au Venezuela.

## Biographie
En 1954, il commence à chanter dans la ferme de son père, La Armenia, démontrant sa capacité à jouer de plusieurs instruments tels que l'accordéon, le piano, la guitare, la basse, le tiple, le cuatro, la tumbadora, la caja et la gaïta. Il profite des absences du propriétaire de la ferme pour utiliser son accordéon. Lors d'une fête organisée par son père pour les ouvriers, Lisandro est le centre de la fête, interprétant des chansons populaires telles que La Hija de Amaranto, Cumbia cienaguera et El Alto del Rosario. Cela marque le début de sa carrière d'accordéoniste et de chanteur.
En 1959, il compose le paseo El Saludo, une chanson qui le rend très populaire. Il est suivi d'autres succès comme La Gorra no se me cae (1963), La Miseria humana (1976), Entre Rejas (1977), El Guayabo de la ye (1978), Baracunatana (1981) et Estás pillao (1982), parmi d'autres chansons qui, pour la plupart, feront partie du folklore colombien et seront communes au groupe musical Los Corraleros de Majagual depuis 1962, avec lequel il participe à des chansons telles que Suéltala pa que se defienta, Hace un mes, et La Flaca de Vitola, entre autres. Cependant, en 1965, il formalise son propre groupe pour se produire lors de bals et de festivals traditionnels. Il continuera à faire partie du groupe Los Corraleros sous la direction de Manuel Cervantes et en tant qu'accordéoniste principal.
Sa première participation au Festival de la Leyenda Vallenata a lieu en 1969, où il n'occupe pas une place prépondérante mais est acclamé par le public ; il gagne le surnom de « El Rey sin corona » (dans ce festival, le vainqueur obtient le titre de Rey Vallenato, sur décision du jury) qu'il transformera plus tard en thème d'une chanson. En 1975, il se produit à nouveau et obtient la deuxième place. En 1978, il reçoit le titre de Rey Sabanero del Acordeón (trad. « Roi de l'accordéon ») lors d'un concours de vallenato organisé à Sincelejo.
En 1975, il donne le nom de La Miseria humana à un poème intitulé La Gran miseria humana ou Laurina palma du poète Gabriel Escorcia Gravini (1892-1920), surnommé « El Poeta del cementerio ».
Il meurt le samedi 23 décembre 2023 après avoir été hospitalisé à Sincelejo pendant 16 jours. et repose au cimetière de la municipalité de Los Palmitos.

## Discographie

### Albums
- Cocacolo Cabello (1957)
- El Tigre del Acordeón (1960)
- Mosaico Del Acordeón (1960)
- Algería Sabanera (1964)
- El Ritmo del Acordeón (1965)
- Fiesta Sabanera (1967)
- Upa Je (1969)
- Rey Sin Corona (1969)
- Siguen las Fiestas (1970)
- Salsita Mami (1970)
- En Nueva York (1970)
- El Grande (1971)
- El Chacho Del Acordeón (1971)
- La Hija de Amaranto (1972)
- El Brujo del Acordeón (1972)
- El Accordion Pitador De Lisandro Meza (1973)
- El Negrito (1973)
- El Dios Cantor (1974)
- El Campeón Mundial del Acordeón (1975)
- La Hija de Amaranto (1975)
- El Burro Leñero (1976)
- La Botella Picomocho (1977)
- Lisandro 78 (1978)
- El Inocente (1978)
- El Sabanero (1978)
- Sigo Pa' Lante (1979)
- El León Del Acordeón (1980)
- El Muchacho Alegre (1980)
- Canción para una Muerte Anunciada (1981)
- De Tal Palo Tal Astilla (1982)
- Lejanía (1982)
- ¡Riiico...! (Rico) (1983)
- Solo Cumbias (1983)
- Estás Pillao (1983)
- ¿Y la Plata Que? (1984)
- Mi Carrito (1985)
- El Sabroso (1986)
- Alejo Y Yo (1986)
- La Lay Del Ta (1986)
- Lisandro Mezacladito (1986)
- Grandes Éxitos con... Lisandro Meza y Su Conjunto (1986)
- Mezacladito Vol. 2 (1987)
- El Sabanero Mayor (1987)
- ¡Aquí! (1988)
- Mamando Gallo (1988)
- Mezacladito Vol. 3 (1989)
- El Mandamás (1989)
- Soy Colombiano (1990)
- Alas De Olvido (1990)
- Internacionales (1990)
- De Fiesta por el Mundo (1991)
- Mucho Lisandro Para Colombia Vol. 1 (1991)
- Amor Lindo (1991)
- Éxitos Colombianos (1991)
- Lisandro's Cumbia (1991)
- Y su Conjunto (1992)
- Infinito (1992)
- El Goool (1992)
- Mucho Para Colombia, Vol. 1 (1993)
- Lisandro's Cumbia (Kinex, 1993)
- 20 Grandes Éxitos (1993)
- El Macho (1993)
- Cumbias Colombianas (1994)
- El Sabanero Mayor (1994)
- Mi Razón de Ser (1995)
- El Mago del Accordion (1995)
- A Punta de Maíz (1995)
- La Suegra (1995)
- Por Que Usted Lo Ha Pedido (1996)
- El Rey Sabanero del Acordeón (1996)
- Pa'l Mundo (1996)
- De Parranda en Mi Casa Vol. 2 (1997)
- Solo Por Ti (1997)
- Benditas Mujeres (1998)
- El Sabanero (El Sabanero Mayor) (1999)
- Lisandro Meza: Éxitos Originales (1999)
- El Sabanero Mayor (Hay Amores que Matan) (1999)
- De Parranda en Mi casa. Vol. 1 (2000)
- Los Super Éxitos De Lisandro Meza (2000)
- El Embajador (2001)
- Con Mucho Sabor...! (Made in Colombia (Hecho en Colombia)) (2002)
- Pa’ Todo el Mundo (2003)
- Un Mundial de Éxitos (2003)
- El Rey Sabanero (2004)
- Su Majestad (2005)
- Navidades con Lisandro Meza (2006)
- Parapolitico No (2007)
- ¿Por qué no te callas? (2008)
- La Univerisidad de la Cumbia (2010)
- El Artista (2014)
- Sueño Americano (2016)
- De Parranda en Mi Casa Vol. 3 (2018)
- 63 Años de Vida Artística (2020)

### Autres participations
- ¡Grito Parrandero! (1966, Los Corraleros de Majagua)
- Rtimo de Colombia (1967, Los Corraleros de Majagual)
- Nuevos Éxitos!! (1967, Los Corraleros de Majagual)
- Nuevo Ritmo..! (1968, Los Corraleros de Majagual)
- En Nueva York (1968, Los Corraleros de Majagual)
- Los Corraleros (1968, Los Corraleros de Majagual)
- Nuevo Tumbao (1969, Los Corraleros de Majagual)
- ¡Ésta si es Salsa! (1970, Los Corraleros de Majagual)
- Mi Clemencia (1976, Los Corraleros de Majagual)
- Todo El Año Es Carnaval (1979, Aníbal Velásquez)
- Fiesta Costeña (1980, Los Hijos de La Niña Luz)
- Vol. 2 (1980, Los Hijos de La Niña Luz)
- Arrincónala (1981, Los Hijos de La Niña Luz)
- Banda Los Hijos de La NIña Luz (1982)
- Pura Pendejá (1983, Los Hijos De La Niña Luz)
- Carnaval de La Niña Luz (1984, Los Hijos de La Niña Luz)
- Con La Muela Pela' (1990, Los Hijos de la Niña Luz)
- La Escapada (1990, Los Hijos de la NIña Luz)
- Barranquilla de Caché (1992, Los Hijos de La Niña Luz)
- Llegaron los Meza (2016, Duey Meza)
- Con el Mismo Tumbao (2017, Joche Meza)
- Llegaron Los Meza (Version 2) (2020, Duey Meza)
- Evolucionar o Morir (2022, Duey Meza)